# Visborg (by)
 For alternative betydninger, se Visborg. (Se også artikler, som begynder med Visborg)
Visborg er en by i Himmerland med 414 indbyggere  (2024), beliggende 3 km NØ for Hadsund, som den er tæt på at vokse sammen med. Afstanden mellem de to byers bebyggelse er dog lidt mere end 200 m, så Danmarks Statistik betragter Visborg som en selvstændig by. Den hører til Mariagerfjord Kommune og ligger i Region Nordjylland.
Byen ligger i Visborg Sogn, og Visborg Kirke ligger i byen. Skolegang og indkøb foregår i Hadsund. Købmanden i Visborg lukkede i 2001. Visborg Skole blev nedlagt i 2005 og blev privat skole, men den blev også nedlagt i 2008.

## Historie
Visborg var oprindeligt en landsby omkring et vejkryds. Den havde i 1682 19 gårde, 10 huse med jord og 20 huse uden jord, i alt 231,2 tdr. land dyrket jord, skyldsat til 69,69 tdr. hartkorn. Dyrkningsformen var alsædebrug. Forholdene må ses i lyset af herregården Visborggård ½ km mod NØ. Den hed oprindeligt Visborg, men da landsbyen Visborg opstod, ændredes navnet efterhånden til Visborggård.. Efter udskiftningen fik Visborg en langstrakt form ved den nord-sydgående landevej.

### Jernbanen
Visborg fik station på Aalborg-Hadsund Jernbane (1900-69). Stationen blev anlagt 1 km SØ for byen, men byen voksede sammen med stationen, som dannede et nyt knudepunkt for udviklingen i begyndelsen af 1900-tallet - bl.a. lå mejeriet her. Nogen større byvækst blev det dog ikke til, og Visborg lå længe adskilt fra Hadsund, der først i den nyeste tid er begyndt at vokse i retning mod Visborg.
I banens sidste tid var stationen nedsat til trinbræt med sidespor. Stationsbygningen er bevaret og moderniseret på Signalvej 8. Østkyststien følger det bevarede banetracé fra Havnøvej mod NØ til Høgholt og på et kort stykke V for stationen ned mod Alsvej, der er anlagt på banetracéet ind til Hadsund.

## Fremtiden for Visborg
I fremtiden forventes Hadsund og Visborg at vokse helt sammen.
Det kom første gang på tale under en kommuneplandebat i 1987. Der var der uenighed om Visborg bys fremtidige status. Hadsund Kommune mente, at Visborg skulle være en del af Hadsund, og der skulle kunne planlægges en egentlig byudvikling. Modsat mente Nordjyllands Amt, at Visborg by skulle forblive i landzone og være genstand for en planlægning med begrænset byudvikling.